# Horstead
Horstead – wieś w Anglii, w Norfolk. Horstead jest wspomniana w Domesday Book (1086) jako Ho(r)steda.